# Vasiliki Kasapi
Vasiliki Kasapi (* 22. März 1983 in Thessaloniki) ist eine ehemalige griechische Gewichtheberin.
Sie erreichte bei den Weltmeisterschaften 2001 den achten Platz im Superschwergewicht. 2002 wurde sie Junioren-Europameisterin und Sechste bei den Weltmeisterschaften. Bei den Europameisterschaften 2003 war sie Fünfte im Zweikampf und gewann Bronze im Reißen. 2004 nahm sie an den Olympischen Spielen in Athen teil, bei denen sie Achte wurde. 2007 wurde sie bei den Europameisterschaften Siebte und bei den Weltmeisterschaften Sechste. Bei einer Trainingskontrolle wurde Kasapi 2008 wie auch zehn weitere Mitglieder der griechischen Nationalmannschaft positiv getestet und anschließend vom Weltverband IWF für zwei Jahre gesperrt.